# Pena de morte

Posição dos países em relação à pena de morte (2025)
Abolida para todos os crimes – 110 (56%)
Abolida para crimes comuns, porém usada em casos excepcionais (crimes de guerra, por exemplo) – 9 (5%)
Abolida na prática, porém permitida por lei (suspensa ou em desuso nos últimos 10 anos) – 23 (12%)
Permitida por lei e em prática – 53 (27%)

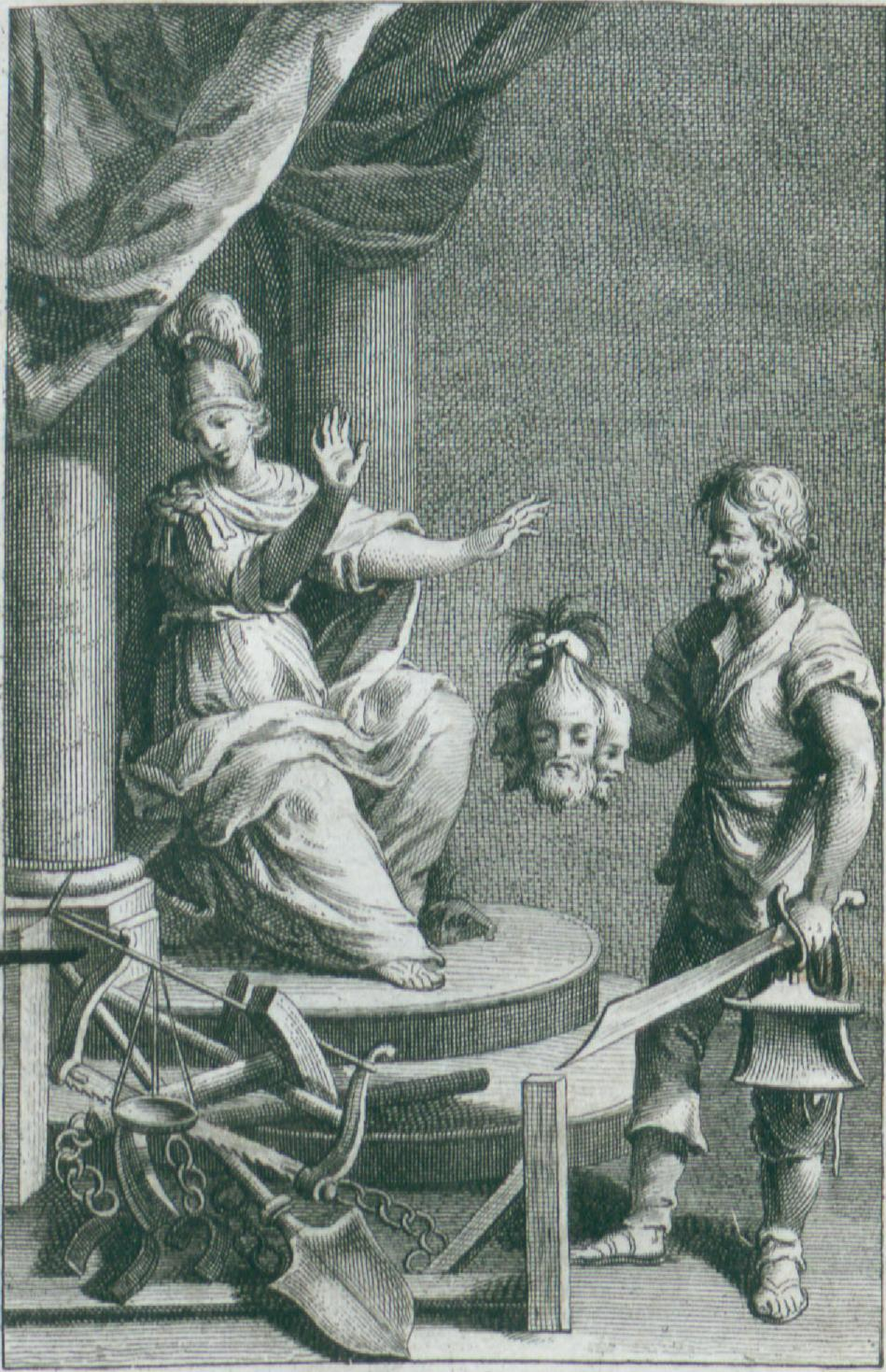
Cesare Beccaria, Dos delitos e das penas

Pena de morte ou pena capital é um processo legal pelo qual uma pessoa é morta pelo Estado como punição por um crime cometido. A decisão judicial que condena alguém à morte é denominada sentença de morte, enquanto o processo que leva à morte é denominado execução. Crimes que podem resultar na pena de morte são chamados crimes capitais. A palavra capital tem origem no termo latino capitalis, que significa "referente à cabeça" (em alusão à execução por decapitação).
Historicamente, a pena é utilizada em casos de assassinato, espionagem, estupro, adultério, corrupção política, e/ou de - não seguir a religião oficial em países teocráticos (apostasia). Encontra-se abolida em quase todos os países da Europa e da Oceania. Na América do Norte, foi abolida no Canadá e no México e em alguns estados dos Estados Unidos. Na América do Sul, Brasil, Chile e Peru mantêm a pena de morte legal em casos excepcionais, como crimes de guerra Os Estados Unidos, a Guatemala e a maior parte do Caribe, da Ásia e da África ainda têm a pena de morte legalizada e a utilizam em diversos casos. Outros países, porém, como a Rússia tem a pena de morte legal, mas na prática, ela não é utilizada. A Organização das Nações Unidas, durante sua Assembleia Geral em 2007, também repugnou a legalidade e uso da pena de morte, advertindo os países a tornarem ilegal seu uso e que esse não seja reintroduzido. A União Europeia concordou com a decisão e atualmente nenhum país do bloco adota a pena capital.

## História

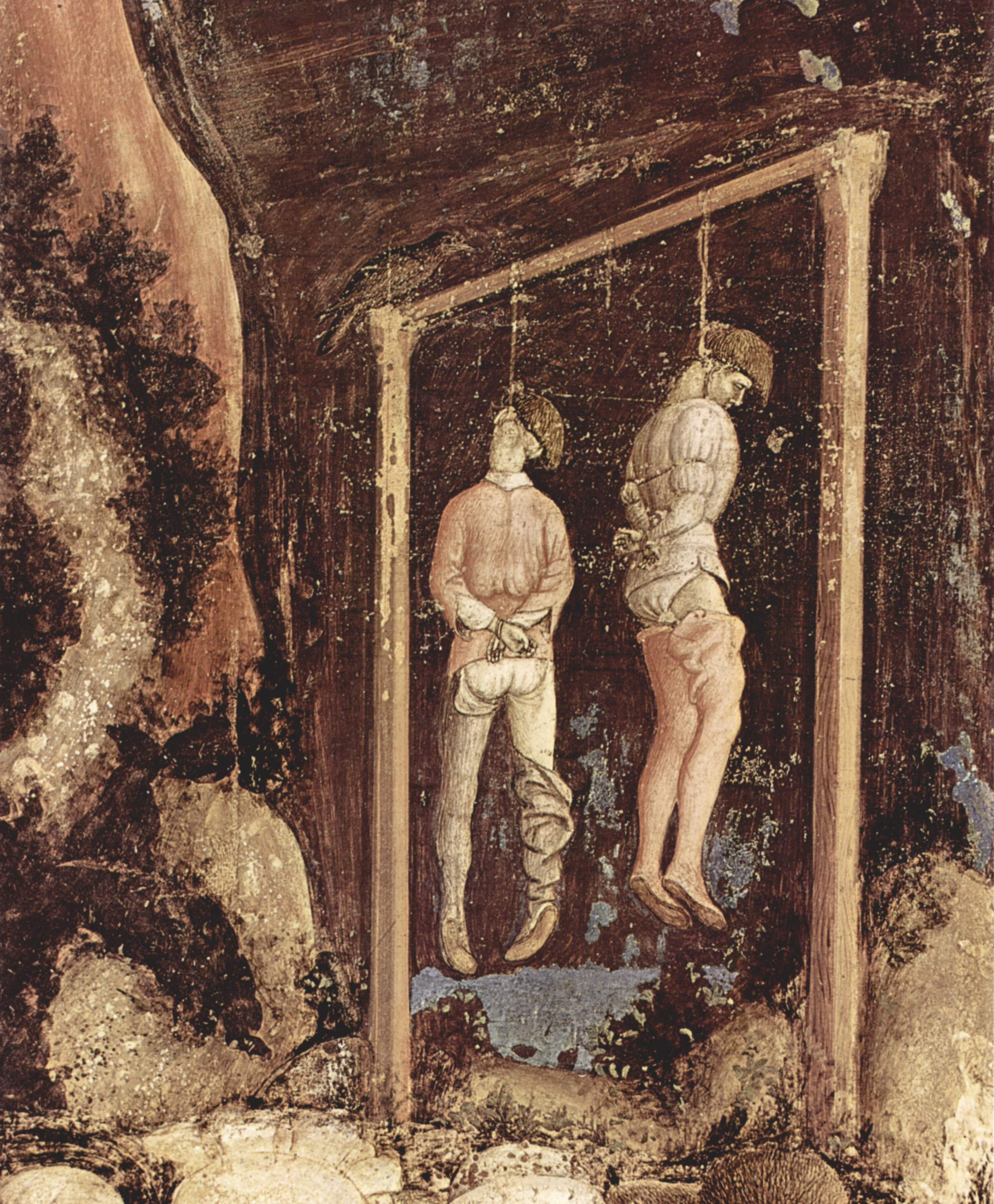
Pintura de Pisanello, 1436/1438.

A execução de criminosos e oponentes políticos tem sido usada por quase todas as sociedades, tanto para punir crimes como para suprimir oposições políticas. Na maioria dos países que a praticam, a pena de morte é reservada para assassinato, espionagem, traição ou no âmbito do direito militar. Em alguns países, crimes sexuais como estupro, adultério, incesto e sodomia levam à pena de morte, assim como crimes como apostasia (renúncia formal à religião do Estado) nas nações islâmicas. Em muitos países que aderiram à pena de morte, o tráfico de animais é também crime capital. Na República Popular da China, o tráfico de pessoas e casos de corrupção política grave são punidos pela pena de morte. Em exércitos de todo o mundo, os tribunais marciais têm imposto sentenças de morte para crimes como covardia, deserção, insubordinação e motim. Atualmente, a pena tem um enquadramento legal e sociológico bastante diferente.
Nenhum estado-membro da União Europeia aplica a pena de morte. A Convenção Europeia dos Direitos Humanos recomenda a sua proibição.
A maioria dos estados federados dos Estados Unidos, principalmente no Sul, retomaram esta prática após uma breve interrupção durante os anos 1970, sendo por isso os Estados Unidos uma das raras democracias, juntamente com o Japão, que continuam a aplicar a pena de morte. Em janeiro de 2008, 36 dos 50 estados dos Estados Unidos previam a aplicação da pena capital. O estado que mais recentemente a aboliu foi Nova Jérsia em 13 de dezembro de 2007.
O Uzbequistão aboliu a pena de morte em 1 de janeiro de 2008 através de um decreto. E a República do Congo, Fiji, Madagascar, Mongólia, Nauru e Suriname aboliram a pena de morte entre abril de 2015 e junho de 2016, período em que foi feito um relatório da ONU sobre os países que aboliram a pena de morte.

## Definição
A pena de morte é um ato da Justiça, sujeito às regras do Direito e da Lei.
A pena de morte distingue-se da eliminação de indivíduos julgados indesejáveis, que foi praticada ao longo dos tempos, com especial referência para o nazismo e o Holocausto. Na realidade, a pena de morte é concebida como a punição de um crime, enquanto a eliminação dos indesejáveis é considerada como um ato arbitrário.
Distingue-se a pena de morte da eutanásia, pela qual se abrevia, sem dor ou sofrimento, a vida de um enfermo incurável. O fato de um policial ou outra pessoa matar um suspeito ou um criminoso, em estado de legítima defesa ou não, não constitui uma aplicação da pena de morte. O mesmo se verifica no caso de mortes causadas por operações militares.
A pena de morte, a condenação, a sentença e a sua execução resultam da aplicação de uma lei conforme com os ritos e as regras de um processo da justiça criminal ou militar.
| País                   | Número de executados em 2012                   | Número de executados em 2021 | Número de executados em 2022 |
| ---------------------- | ---------------------------------------------- | ---------------------------- | ---------------------------- |
| China                  | 2 400 (estimado, número oficial não divulgado) | 1 000+                       | 1 000+                       |
| Coreia do Norte        | 0+ (número oficial não divulgado)              | +                            | +                            |
| Irão                   | 369+                                           | 314+                         | 576+                         |
| Iraque                 | 169+                                           | 17+                          | 11+                          |
| Arábia Saudita         | 79+                                            | 65                           | 196                          |
| Estados Unidos         | 39                                             | 11                           | 18                           |
| Somália                | 34+                                            | 21+                          | 6+                           |
| Sudão                  | 21+                                            | 0                            | 0                            |
| Iêmen                  | 13+                                            | 14+                          | 4+                           |
| Japão                  | 8                                              | 3                            | 1                            |
| Vietname               | 7+                                             | +                            | +                            |
| Taiwan                 | 6                                              | 0                            | 0                            |
| Indonésia              | 5                                              | 0                            | 0                            |
| Kuwait                 | 5                                              | 0                            | 7                            |
| Sudão do Sul           | 4+                                             | 9+                           | 5+                           |
| Nigéria                | 4                                              | 0                            | 0                            |
| Palestina              | 3                                              | 0                            | 5                            |
| Malásia                | 2+                                             | 0                            | 0                            |
| Afeganistão            | 2                                              | 0                            | +                            |
| Bangladesh             | 2                                              | 5                            | 4                            |
| Botswana               | 1                                              | 3                            | 0                            |
| Índia                  | 1                                              | 0                            | 0                            |
| Bielorrússia           | 3+                                             | 1+                           | 1                            |
| Egito                  | 0+                                             | 83+                          | 24                           |
| Síria                  | 0+                                             | 24+                          | +                            |
| Omã                    | 0+                                             | +                            | 0                            |
| Emirados Árabes Unidos | 1                                              | 1+                           | 0                            |
| Singapura              | 2+                                             | 0                            | 11                           |
| Myanmar                |                                                | 0                            | 4                            |

+ Número possivelmente maior

## Abolição da pena de morte

### Nos países lusófonos

#### Portugal
| “ | Está pois a pena de morte abolida nesse nobre Portugal, pequeno povo que tem uma grande história. (…) Felicito a vossa nação. Portugal dá o exemplo à Europa. Desfrutai de antemão essa imensa glória. A Europa imitará Portugal. Morte à morte! Guerra à guerra! Viva a vida! Ódio ao ódio. A liberdade é uma cidade imensa da qual todos somos concidadãos. | ” |

Portugal foi praticamente o primeiro país da Europa e do Mundo a abolir a pena capital, sendo o primeiro Estado do Mundo a prever a abolição da pena de morte na Lei Constitucional, após a reforma penal de 1867 excepto para crimes de traição. Foi restituída em 1916 e foi abolida permanentemente em 1976. Durante esse período apenas ocorreu 1 execução. 
Cronologia:
- Abolida para crimes políticos em 1852 (artigo 16º do Ato Adicional à Carta Constitucional de 5 de julho, sancionado por D. Maria II), publicado em Diário do Governo no dia 8 de julho.[14]
- Abolida para crimes civis em 1867 no reinado de D. Luís. Abolida para todos os crimes, exceto por traição durante a guerra, em julho em 1867 (Lei de 1 de Julho de 1867). A proposta partiu do ministro da Justiça Augusto César Barjona de Freitas, sendo submetida à discussão na Câmara dos Deputados. Transitou depois para a Câmara dos Pares, onde foi aprovada. Não tardou que surgissem dúvidas e celeumas sobre a sua vigência nas Províncias Ultramarinas. A questão só ficou resolvida passados três anos, a 9 de junho de 1870, por via de decreto com força de lei, onde se declarava expressamente que é «abolida a pena de morte nos crimes civis em todas as províncias ultramarinas».[15] Mas a pena de morte continuava no Código de Justiça Militar. Em 1874, quando o soldado de infantaria n.º 2 António Coelho assassinou o alferes Palma e Brito, levantou-se grande discussão sobre a pena a aplicar.
- Abolição para todos os crimes, incluindo os militares, em 1911: a medida avançou no quadro da aprovação do novo Código de Processo Criminal Militar, através do decreto com força de lei, datado de 16 de março de 1911. Lia-se, no art. 3.º do seu preâmbulo: «É abolida, em absoluto, a pena de morte»[16] consagrada na primeira Constituição da República Portuguesa, de agosto de 1911.[17]  Readmitida em 1916 a pena de morte para crimes de traição em tempo de guerra: por motivo da entrada de Portugal na Primeira Grande Guerra, a garantia constitucional foi alterada, por força da Lei n.º 635, de 28 de setembro de 1916, que definiu o regime de exceção: «quanto à pena de morte, somente o caso de guerra com país estrangeiro, em tanto quanto a aplicação dessa pena seja indispensável, e apenas no teatro da guerra».[18]
- A abolição total ocorreu em 1976.

A última execução conhecida em território português foi em 1846, em Lagos. Remonta a 1 de julho de 1772 a última execução de uma mulher, que se chamava Luísa de Jesus. A última execução oficial, de homem ou mulher, foi em 1917, durante a Primeira Guerra Mundial, por traição, no seio do exército português na França, ao abrigo do Direito Português.
De forma extraoficial, a PIDE, polícia política do regime ditatorial português designado por Estado Novo, executou (deliberadamente ou na sequência de torturas) alguns ativistas anti-regime e, de forma praticamente sistemática,[carece de fontes?] os elementos capturados na guerra contra os movimentos de emancipação de três colónias portuguesas (Guiné-Bissau, Angola e Moçambique) entre 1961 e 1974, operando ainda campos de concentração nos quais se verificava elevada mortalidade metódica, o mais infame dos quais o do Tarrafal, por meios como da "Frigideira".
Atualmente, a pena de morte é um ato proibido e ilegal segundo o artigo 24º, nº 2, da Constituição Portuguesa.

#### Brasil

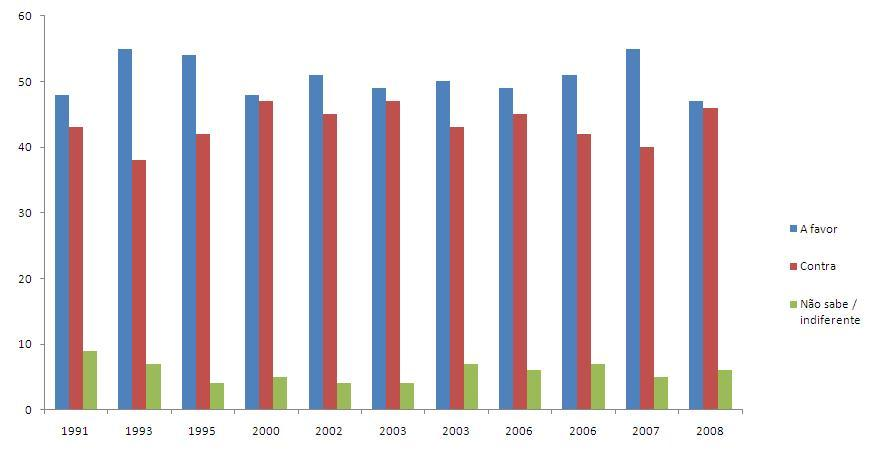
Pesquisas de opinião sobre a legalização da pena de morte no Brasil

A última execução determinada pela Justiça Civil no Brasil foi a do escravo Francisco, em Pilar das Alagoas, em 28 de abril de 1876, e a última execução de um homem livre (não existem relatos posteriores com as mesmas características) foi a de José Pereira de Sousa, condenado pelo júri de Santa Luzia, em Goiás, enforcado na dita vila no dia 30 de outubro de 1861. Até os últimos anos do império, o júri continuou a condenar à morte, ainda que, a partir desse ano de 1876, o imperador Dom Pedro II comutasse todas as sentenças capitais, tanto de homens livres como de escravos. Todavia, só foi expressamente abolida para crimes comuns após a proclamação da República. A pena de morte continuou a ser cominada para certos crimes militares em tempo de guerra.
- A Constituição do Estado Novo, de 1937, admitiu a possibilidade de se instituir, por lei, a pena de morte para outros crimes além de crimes militares em tempo de guerra.

«Artigo 122, §13: Não haverá penas corpóreas perpétuas. As penas estabelecidas ou agravadas na lei nova não se aplicam aos fatos anteriores. Além dos casos previstos na legislação militar para o tempo de guerra, a lei poderá prescrever a pena de morte para os seguintes crimes:
a) tentar submeter o território da Nação ou parte dele à soberania de Estado estrangeiro;
b) tentar, com auxílio ou subsídio de Estado estrangeiro ou organização de caráter internacional, destruir a unidade da Nação, procurando desmembrar o território sujeito à sua soberania;
c) tentar por meio de movimento armado o desmembramento do território nacional, desde que para reprimi-lo se torne necessário proceder a operações de guerra;
d) tentar, com auxílio ou subsídio de Estado estrangeiro ou organização de caráter internacional, a mudança da ordem política ou social estabelecida na Constituição;
e) tentar subverter por meios violentos a ordem política e social, com o fim de apoderar-se do Estado para o estabelecimento da ditadura de uma classe social;
f) o homicídio cometido por motivo fútil e com extremos de perversidade.»
Em pleno século XX ocorreram condenações à morte no Brasil, sendo noticiada a do escritor Gerardo Mello Mourão, em 1942, alegadamente envolvido em atividades de espionagem para o Eixo, que este negara. Todavia, não há notícia de que tenha havido qualquer execução aplicando a pena de morte no quadro jurídico. É, no entanto, muito polêmica a situação jurídica de execuções de marginais por forças policiais, militares e paramilitares fora do processo legal, como por exemplo nos casos de Esquadrão da Morte.
- Voltou a ser prevista para crimes políticos, de 1969 até 1978, durante a vigência do Ato Institucional n.º 5 (AI-5), no Regime Militar, que durou de 1964 até 1985. Alguns militantes da esquerda armada foram condenados à pena capital, mas não houve qualquer execução legal.[24]
- Abolida para todos os crimes não militares na constituição de 1988.

Atualmente, é prevista para crimes militares, somente em tempo de guerra. É o único país de língua portuguesa que prevê a pena de morte na Constituição.
O Código Penal Militar trata dos crimes que são puníveis com a morte, e determina que a pena seja executada por fuzilamento (forma considerada sem humilhação para o condenado), havendo a possibilidade, segundo o site Direito Militar, de que o presidente da República conceda graça ou comute a pena por outra.
Dependendo de como se conta, o total de crimes sujeitos à pena capital no Brasil pode chegar a 36.[carece de fontes?]

#### Angola
- Abolida para todos os crimes desde 1992. Antes disso, fora prática sistemática contra os elementos da Unita capturados em ações militares, desde a independência proclamada pelo MPLA em 11 de novembro de 1975.[carece de fontes?]

A pena de morte em Angola encontra-se proibida de acordo com a Constituição da República de Angola de fevereiro de 2010 em seu Art. 59.° respeitando assim o direito a vida estipulado no Art. 30.° da mesma constituição.[carece de fontes?]

#### Moçambique
- Abolida para todos os crimes desde 1990. Antes disso, fora praticada sistematicamente a partir de 1979 (menos de quatro anos após a independência) contra alegados atos de banditismo.

#### Guiné-Bissau
- Abolida para todos os crimes desde 1993. Antes disso, foi prática corrente do partido único, o PAIGC. Os antigos elementos africanos das Forças Armadas Portuguesas foram executados por ordem do primeiro presidente da Guiné-Bissau, Luís Cabral, perante a passividade de Carlos Fabião, representante oficial do Estado Português no período que mediou entre o reconhecimento da independência e a transferência definitiva da soberania.

#### Cabo Verde
- Abolida para todos os crimes desde novembro de 1980.

Na República de Cabo Verde, que nasceu a 5 de julho de 1975 nunca existiu a pena de morte. Cabo Verde deve ser dos únicos Estados democráticos do mundo onde nunca existiu a pena de morte. Ela só existiu durante a dominação colonial até 1857 quando foi abolida em todos os territórios sobre administração portuguesa, tendo sido retirada da lei em 1980, quando a República aprovou a sua primeira Constituição, ainda durante o regime monopartidário, sob a direcção do PAIGC, mesmo antes do nascimento do PAICV, que só se daria mais tarde, depois da ruptura com a Guiné-Bissau, devido ao golpe de estado praticado pelos guineenses, em 14 de novembro de 1980.

#### São Tomé e Príncipe
- Abolida para todos os crimes desde 1990.

#### Timor-Leste
- Abolida para todos os crimes desde 2002 pelo parágrafo terceiro do art. 29º da Constituição.[26]

A prática da pena de morte estava suspensa em Timor-Leste desde 1999, durante o período da administração da ONU.

### Nos países restantes

#### No mundo
Dentre os países com sistemas políticos democráticos, os Estados Unidos, o Japão e a Coreia do Sul são alguns que aplicam a pena de morte.
Em países como a República Popular da China e o Irã e a maior parte do Médio Oriente, a pena de morte é aplicada com frequência.

#### Estatuto da pena de morte nos diversos países
Desde 1990 houve mais de 40 países que aboliram a pena de morte para todos os crimes. Na África, Costa do Marfim e Libéria; no continente americano, Canadá, México e Paraguai; na Ásia e Pacífico, Butão, Samoa, Turquemenistão e Filipinas; na Europa e Cáucaso, Arménia, Bósnia e Herzegovina, Chipre, Sérvia, Montenegro e Turquia.
Segundo dados de 2005, há 74 países que mantêm a pena de morte, 28 que não têm execuções ou condenações há mais de dez anos, 9 que mantêm a pena de morte para circunstâncias excecionais e 89 que a aboliram para todos os crimes.
| País              | Pena de morte                                                                               | Última execução | Número de julgados (2005) | Crimes puníveis com pena de morte | Notas | Métodos de execução |
| ----------------- | ------------------------------------------------------------------------------------------- | --------------- | ------------------------- | --- | --- | ------------------- |
| Abecásia          | Abolida na prática                                                                          | nunca           | 0                         | traição; espionagem; atos terroristas; atos terroristas contra um representante de um estado estrangeiro; atividades subversivas; banditismo e ações que desorganizam o funcionamento do sistema penitenciário; homicídio agravado; estupro                                              | Moratória de 1993 |                     |
| Afeganistão       | Sim                                                                                         | 2004            | 1                         | Homicídio | |                     |
| Albânia           | Abolida para crimes não cometidos em circunstâncias excepcionais (p.ex. em tempo de guerra) | 1995            | 0                         | Crimes cometidos em tempo de guerra durante o estado de emergência. | Abolida para outros crimes em 2000 |                     |
| Alemanha          | Abolida para todos os crimes                                                                | Nenhuma         | 0                         | | Abolida na República Federal Alemã em 1949 e na República Democrática Alemã em 1987; última execução na Alemanha Ocidental: 1956 (pelas autoridades militares dos EUA), última execução na Alemanha Oriental: 1981 (pelas autoridades da RDA); proibida pela Constituição de 1949. |                     |
| Andorra           | Abolida para todos os crimes                                                                | 1943            | 0                         | | Abolida em 1990; proibida pela Constituição |                     |
| Angola            | Abolida para todos os crimes                                                                |                 | 0                         | | Abolida em 1992; proibida pela Constituição |                     |
| Antigua e Barbuda | Sim                                                                                         | 1991            | 0                         | Homicídio | |                     |
| Arábia Saudita    | Sim                                                                                         | 2012            | 89+                       | Homicídio; blasfêmia; Associação criminosa; estupro; assalto à mão armada; tráfico de droga; bruxaria; adultério; sodomia; homossexualidade; rapto na auto-estrada; sabotagem com mortes; apostasia                                                                                      | O método mais usado para aplicação da pena de morte é a decapitação com a espada; são também usados o enforcamento e a lapidação. A maioria dos prisioneiros condenados tem sua pena comutada para passar um período lutando contra xiitas árabes no exterior.                     |                     |
| Argélia           | Abolida na prática                                                                          | 1993            | 0                         | Traição e espionagem; atentado à segurança do Estado ou ações que os incitem; destruição do território, sabotagem a bens públicos ou econômicos; massacre; participação a bandos armados ou movimentos insurrectos; falsificação; homicídio; tortura ou crueldade; rapto; furto agravado | |                     |
| Argentina         | Abolida para crimes não cometidos em circunstâncias excecionais (p.ex. em tempo de guerra)  | 1916            | 0                         | | Abolida para outros crimes em 1984; a Constituição diz "A pena de morte para ofensas políticas, homicídio e para outros crimes é abolida exceto em caso de guerra." |                     |
| Arménia           | Abolida para todos os crimes                                                                | 1991            | 0                         | | Abolida em 2003 |                     |
| Austrália         | Abolida para todos os crimes                                                                | 1967            | 0                         | | Abolida em Queensland em 1922, na Tasmânia em 1968, no Território do Norte em 1973, em Victoria em 1975, na Austrália do Sul em 1976, no Território da Capital Australiana em 1983, na Austrália Ocidental em 1984 e em Nova Gales do Sul em 1985.                                 |                     |
| Áustria           | Abolida para todos os crimes                                                                | 1950            | 0                         | | Abolida em 1968; proibida pela Constituição |                     |
| Azerbaijão        | Abolida para todos os crimes                                                                | 1993            | 0                         | | Abolida em 1998 |                     |
| Barém             | Abolida na prática                                                                          | 4               |                           | | |                     |

## Métodos de aplicação
- Afogamento
- Asfixia
- Câmara de gás
- Crucificação (ou crucifixão)
- Condenação às feras

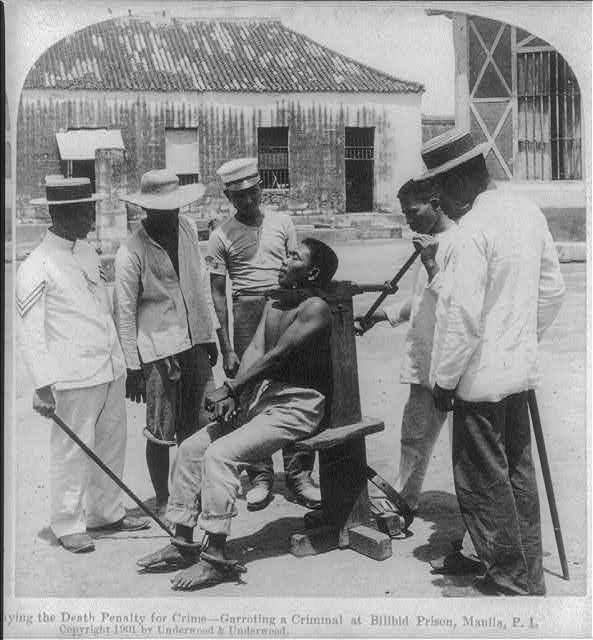
Execução por garrote vil nas Filipinas em 1901 (século XX)

- Decapitação (à espada ou ao machado)
- Degola
- Desmembramento
- Eletrocussão numa cadeira elétrica
- Empalamento
- Escafismo
- Escalpelamento
- Esfolamento
- Esmagamento
- Esmagamento por elefante
- Esquartejamento
- Estiramento
- Estrangulamento
- Fogueira
- Forca
- Fuzilamento
- Garrote vil
- Guilhotina
- Inanição
- Injeção letal
- Lapidação (apedrejamento)
- Linchamento
- Morte por mil cortes
- Precipitação
- Roda
- Sangramento
- Serração
- Touro de latão